# Cape Broyle
Cape Broyle is een gemeente (town) in de Canadese provincie Newfoundland en Labrador. De gemeente ligt aan de oostkust van het eiland Newfoundland.

## Geografie
Het dorp ligt op het schiereiland Avalon, aan een natuurlijke haven genaamd Cape Broyle Harbour, op zo'n 60 km ten zuiden van de provinciehoofdstad St. John's. De plaats grenst in het oosten aan Admiral's Cove en in het noordoosten aan Brigus South. Zo'n 5 km naar het zuidoosten toe ligt het dorp Calvert.
Aan de noordrand van het dorp ligt de Cape Broyle Pond, een relatief groot meer met verscheidene vakantiewoningen.

## Demografie
Demografisch gezien is Cape Broyle, net zoals de meeste kleine dorpen op Newfoundland, aan het krimpen. Tussen 1991 en 2021 daalde de bevolkingsomvang van 693 naar 499. Dat komt neer op een daling van 193 inwoners (-28%) in dertig jaar tijd.
| Demografische ontwikkeling van Cape Broyle tussen 1991 en 2021 |
| -------------------------------------------------------------- |
|                                                                |
| Bron: 1951–1986, 1991–1996, 2001–2006, 2011–2016, 2021         |